# Каменна-Кольонія
Каменна-Кольонія (пол. Kamienna-Kolonia) — село в Польщі, у гміні Блашки Серадзького повіту Лодзинського воєводства.
Населення — 227 осіб (2011).
У 1975-1998 роках село належало до Серадзького воєводства.

## Демографія
Демографічна структура станом на 31 березня 2011 року:
|          | Загалом | Допрацездатний вік | Працездатний вік | Постпрацездатний вік |
| -------- | ------- | ------------------ | ---------------- | -------------------- |
| Чоловіки | 115     | 20                 | 84               | 11                   |
| Жінки    | 112     | 25                 | 61               | 26                   |
| Разом    | 227     | 45                 | 145              | 37                   |